# Canobie Corkscrew
Canobie Corkscrew in Canobie Lake Park (Salem, New Hampshire, USA) war eine Stahlachterbahn vom Modell Corkscrew des Herstellers Arrow Dynamics, die ursprünglich 1975 als Chicago Loop in Old Chicago eröffnet wurde.

## Geschichte
Sie eröffnete bereits 1975 als Chicago Loop im Indoor-Themenpark Old Chicago in Bolingbrook (Illinois). Sie war die zweite Achterbahn weltweit, die mit zwei Inversionen ausgestattet wurde. Sie stand in dem Park bis zu dessen Schließung 1980.
1982 wurde sie in Alabama State Fairgrounds (Birmingham, Alabama) unter dem Namen Corkscrew wiedereröffnet, wurde aber kurze Zeit später in Magic City Express umbenannt.
1986 erwarb Canobie Lake Park die Bahn und sie lag fast zwei Jahre lang unmontiert im Park, da sie zusammengebaut höher gewesen wäre, als von der Stadt genehmigt. 1987 gab Salem dem Park die Erlaubnis, die Bahn zu errichten.
Sie wurde von O.D. Hopkins renoviert wurde und war außerdem Bestandteil des Films Teufelskreis Alpha von 1978.
2021 wurde die Bahn geschlossen.

## Layout
Canobie Corkscrew war 22,3 m hoch und besaß zwei Inversionen (einen doppelten Korkenzieher). Die Fahrzeit betrug ca. 1:30 Minuten.